# 中国学

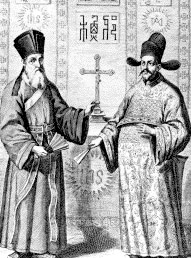
最初の中国学者マテオ・リッチ（左:1552 -　1610） / 徐光啓（右）ら知識人との交流を通じ中国に関する知識を蓄積した

中国学（ちゅうごくがく、英: Sinology）は、中国の事物全般、とりわけ中国の思想・文化・言語・歴史に関する学問の総称であり、とくに中国人以外による中国に関する学術研究をさす。東洋学の一種。

## 概要
中国学の対象とする領域は当然のことながら極めて広く、その大まかな区別として、前近代中国の古典文化を研究する古典学的な中国学と、同時代の中国を研究する現状分析的な中国学の二部門に分けられることが多い。両部門それぞれの下に史学・哲学・文学・政治学・経済学などの分野がある。「中国学」を前者の古典学的中国学に限定すべきであるという見解も可能であり、この場合、後者は中国学の一部門というよりは地域研究（area studies）の一部門として、「（現代）中国研究」「中国事情研究」と称されることになる。しかし両者の間に明確な境界を引くことは実際のところ困難であり、一般的には寛容に「中国学」の名で両者二部門を指している。
英語・仏語・独語では中国学のことをシノロジー（英：Sinology / 仏・独：Sinologie）という。中世ラテン語のsino-に「学」を表す接尾辞-logie / -logy が付いたものであり、用例としては19世紀初めのフランスの辞書に初めて現れた。sino-の語源については諸説あるが、2世紀のプトレマイオスの文献に登場するラテン語のシナイ（sinae / 中国の）が変化したものとされる。地域研究の意味でのシノロジーは、通常チャイニーズ・スタディーズ（チャイナ・スタディーズ）（Chinese Studies、China Studies / 中国研究）として知られている。西欧におけるシノロジーの始まりは、後述するように、16世紀のイエズス会士による布教戦略としての地域研究に遡る。
一方、中国の近隣に位置する東アジア諸地域における中国学の起源は、そもそも中国と文化圏を同じくすることもあり（漢字文化圏）、比較的早い時期に遡る。日本における中国学は、近代以前においては漢学、近代以降から戦前においては支那学（シナ学）の名称で知られた（支那#事変から戦後の状況）。
なお、中国人自身による中国研究の場合は、国学 / 國學（拼音: guóxué）と呼称され、シノロジーは汉学/漢學（拼音: hànxué）と翻訳されている。
中国学の研究者を呼称する場合、そのまま単純に「中国学者」「シノロジスト」（sinologist）と呼称される。一方で「シノローグ」（sinologue）と呼称されることもある。これはフランス語の接尾辞に由来するものであり、後述する欧米のシノロジー史において、フランスの中国学（フランス・シノロジー）が長らく中心を担ってきた歴史を反映している。

## 欧米のシノロジー
中国学の源流は、モンゴル帝国時代、一時的にユーラシアの東西を結ぶ交流が盛んになった13世紀 - 14世紀のマルコ・ポーロあるいはイブン＝バットゥータにまで遡るとする見解もあるが、西欧で体系的なシノロジーが始まったのは16世紀である。

### キリスト教布教とシノロジーの成立
16世紀、カトリックの宣教師は中国においてキリスト教の布教をすすめていた。明代末期の中国で初めて本格的な布教活動を行ったマテオ・リッチを初めとするイエズス会士たちは、ヨーロッパ科学の紹介を通じて著名な知識人・政治家らと交流して彼らを改宗させ、中国文化・社会に関する知識を蓄積した。そして本国の修道会への報告という形で行った中国事情の紹介が、一般にはシノロジーの成立としてみなされている（このためリッチは最初の中国学者とされている）。初期の調査活動の多くは、キリスト教の布教（ひいては西洋文化）と中国文化をいかに適合していくかという問題に関心が集中していた。西欧における最初の中国学の書は1585年に刊行されたスペイン人修道士メンドーサ（彼自身は訪中経験はない）による『シナ大王国記』であり、この書はヨーロッパの各国語に訳され広く流布した（モンテーニュ『随想録』にも引用されている）。
中国からヨーロッパに帰国した宣教師たちは西欧におけるシノロジーの制度化の中心となった。この際とくに重視されたのが布教に不可欠な語学の修得である。1626年にはフランス人修道士トリゴーが『西儒耳目資』を杭州で刊行し漢字のアルファベット転写を試みた。1732年ナポリ王国出身の宣教師マッテオ・リパが、ナポリに欧州大陸最初の中国学の学校（「中国学院」（今日のナポリ東洋大学の核））を創設した。マッテオ・リパは、1711年から1723年にかけて康熙帝の満州宮廷で画家や銅版彫刻師として働いていた。1732年に中国から4人の若い中国人キリスト者を連れてナポリに帰国し、全員を中国語の教師とし、クレメンス12世の裁可を得て宣教師に中国語を教える学校を作り、中国でのキリスト教布教を支えた。
19世紀にはイアキンフ・ビチュリンやパルラディ・カファロフといった正教会の宣教師も、布教とともに中国研究を行っていた。パルラディ・カファロフの業績として元朝秘史の発見と出版が挙げられる。

### シノワズリと中国像の変容
17世紀から18世紀にかけて中国でのカトリック布教に大きな役割を果たしていたのはフランス出身のイエズス会士であり、中国学の中心は最初に中国に進出したポルトガル・スペイン・イタリアから次第にフランスへと移りつつあった。彼らはルイ14世の後援により中国（清）に派遣され、清朝宮廷ではその高い学識・技能により皇帝・高官の信任を得て活躍した。当時のフランスではブーヴェ『康煕帝伝』など、彼らの見聞・報告をもとにした中国に関する出版物が多数刊行され、この時期の西欧におけるシノワズリ（中国趣味）の流行の一翼を担った。また海外で活動する修道士の報告書を集成した『イエズス会士書簡集』の編集者である修道士デュ・アルドは1735年に4巻よりなる浩瀚な『シナ帝国全誌』を公刊した。当時西欧で流布していた中国のイメージは、実態からかなりかけ離れた開明的な理想王国として描き出すものであった。このことはヨーロッパの絶対王政と強く結びついていたカトリック宣教師たちが、専制君主たる中国皇帝を西欧の絶対君主になぞらえ理想化していた（例えば康煕帝とルイ14世）ことと深く関係している。

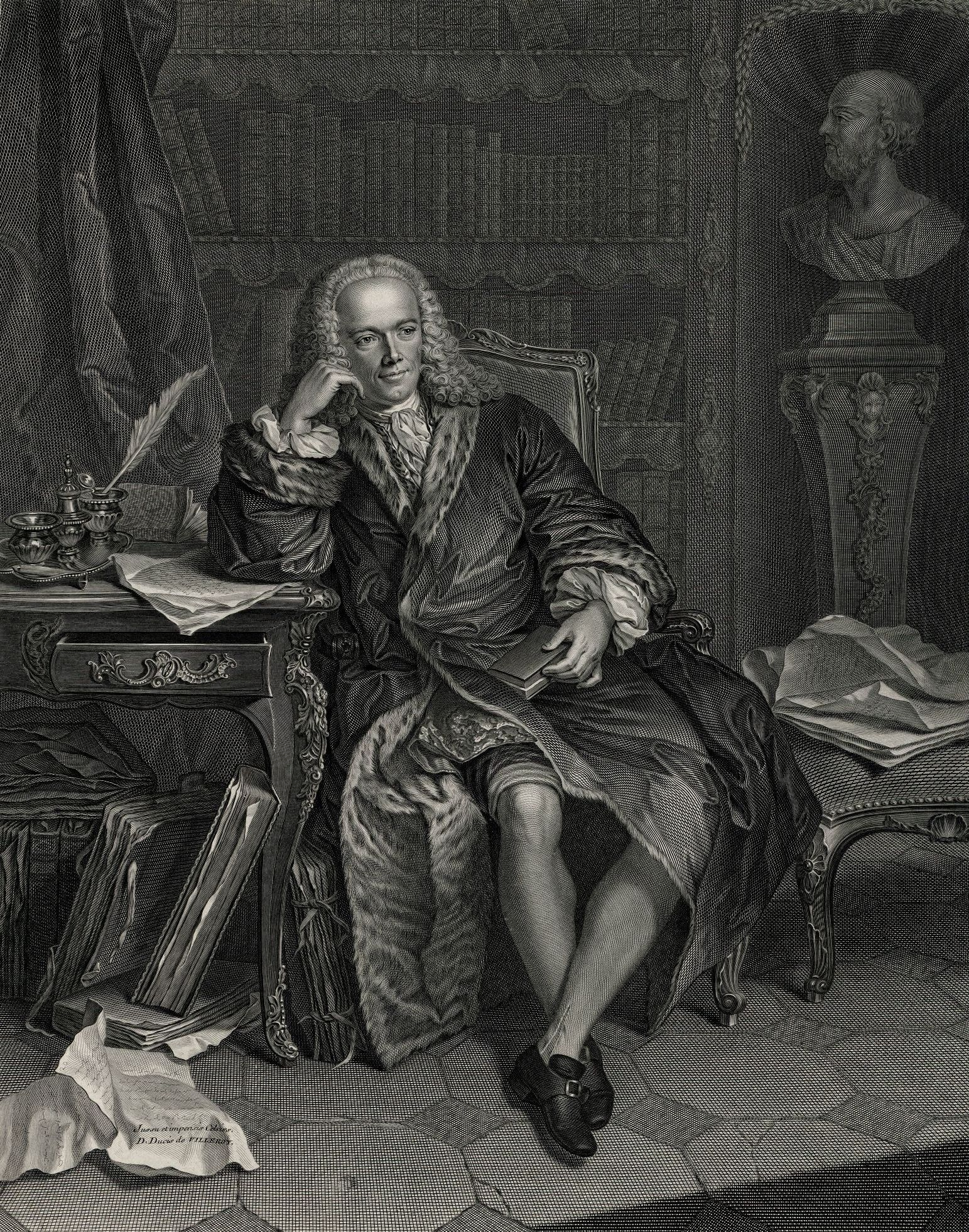
ケネー / 中国思想に影響を受け重農主義を提唱した

以上のような中国の理想化は、啓蒙思想期にも継承された。この時期、啓蒙思想的なシノローグ（シノロジスト / 中国学者）は、中国の哲学・倫理・法制・美学を西洋に紹介することを開始した。その仕事はしばしば非系統的かつ不完全なものであったにもかかわらず、シノワズリの流行に貢献し、中国文化と西洋文化を比較する一連の論争に刺激を与えた。すなわち彼らはイエズス会士たちとは逆に、自分たちの言論を抑圧する絶対君主を批判するため、中国の文化・制度を理想化したのである。この時期中国に対し好意的な関心を持っていたヨーロッパの知識人のなかには、元曲『趙氏孤児』に影響を受け戯曲『シナの孤児』を書いたヴォルテール、有名な『シナ事情』（Novissima Sinica）を書いたライプニッツもおり、彼らは中国における儒教や科挙を合理的あるいは反専制的なものとして評価していた。特にフランスではこの時期以降、中国の思想・教育制度の影響を強く受け、教育においては科挙に範をとってバカロレア（大学入学資格試験）が制定され、思想面では農家（諸子百家の一学派）の思想がケネーの重農主義にインスピレーションを与えた。また、清代における考証学の文献批判の方法はヨーロッパのフィロロジーに多大な影響を与え、19世紀以後フランスでは、考証学を取り入れた新たな文献批判の方法を、他ならぬ古典学的シノロジーへと適用していった。

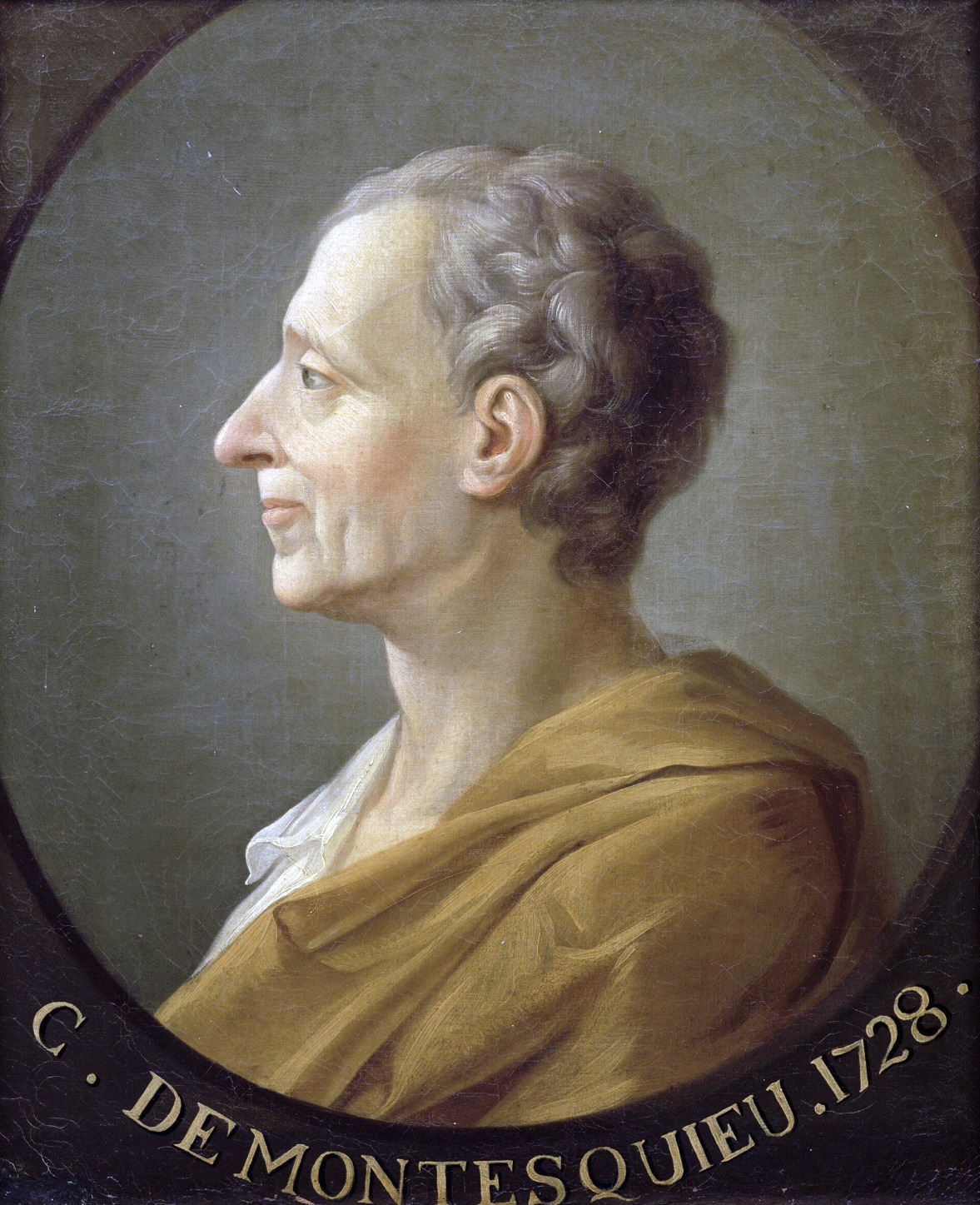
モンテスキュー / 中国社会を「停滞と専制」の社会として批判した

しかし、18世紀後半になると、例えばモンテスキューやスミスのように、中国文明の単なる理想化から脱し、中国の社会を「停滞と専制」の社会として批判的にとらえる思想家が出現した。彼らは中国社会について、停滞した共同体という基盤の上に皇帝による専制政治がそびえ立ち、市民社会＝資本主義経済へと発展していく内発的な可能性を欠いた社会であると考え、この傾向は時代が下るにしたがってますます強くなった。以上のような「停滞論」的中国像は、西洋の社会科学において古典派政治経済学を経由してマルクスやヴェーバーへと継承された。社会の内部に市民社会への発展していく可能性がない以上、中国に資本主義化の契機をもたらすのは外部からの衝撃（西洋諸国による開国と近代化）しかなく、停滞論は中国に対する侵略戦争や植民地支配を正当化づける理論になっていく。こうした考え方は、20世紀に至ってヴィットフォーゲルのように、反共産主義と結びついた極端な停滞論（オリエンタル・デスポティズム論）を生んでいる。

### 国際政治とシノロジーの発展

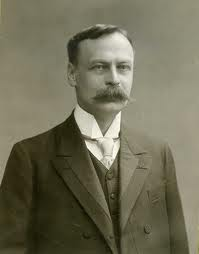
エドゥアール・シャヴァンヌ / フランスにおける古典学的シノロジーを最高水準に引き揚げた

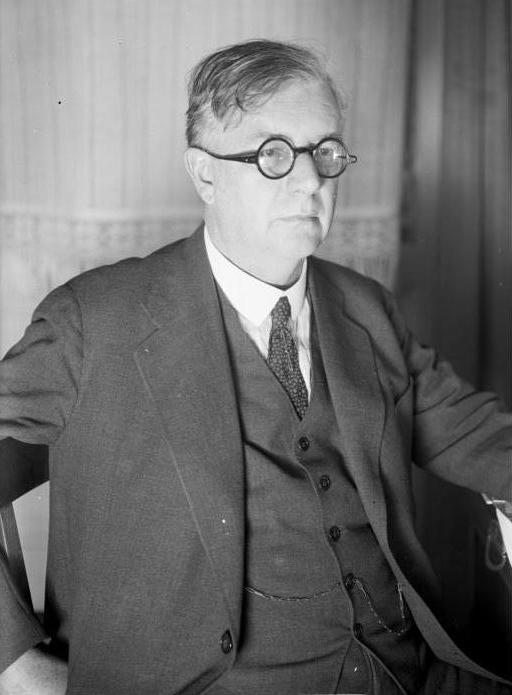
リヒアルト・ヴィルヘルム / 中国文学をドイツ語に翻訳した。

19世紀以降、産業革命と工業化に成功した西欧諸国は、それまで通商・外交関係において劣位に立っていた中国に対して全面的な攻勢に転じた。すなわちアヘン戦争以後、政治的・経済的・軍事的な優位に立った西欧の列強は、自由貿易を通じて中国を国際的な資本主義経済のシステムに編入し、市場や領土の支配に乗り出したのである。これにより、シノロジーにはそれまでの布教以外に、植民地的進出という新たな目的が付け加えられるようになった。これにより中国学者の中では宣教師出身者よりも世俗的な学者が多数を占めるようになっていく。
この時期、西洋におけるシノロジーの中心となったのは、17世紀以来の伝統と蓄積をもつフランスである。この国ではフランス革命後の1795年に東洋語学校が設立、次いで1814年には中国語と満州語の講座が、最高学府であるコレージュ・ド・フランスに創設され、ヨーロッパの大学では最初のシノロジー講座となった。そして独学で中国語を学んだレミュザが、ヨーロッパでは最初の中国語の教授になった。彼に続いて、シノロジーにおける文献批判の方法を確立したシャヴァンヌが現れ、彼のもとで敦煌学のペリオ、道教研究のマスペロ、『詩経』研究のグラネが出てくるに及び、フランスの古典学的シノロジーはヨーロッパでも最高水準のものとなった。フランスに続いてイギリス・ドイツなどでもシノロジーの発展がみられ、英ではキッド（1797年 - 1843年）、独ではショット（1807年 - 1889年）がそれぞれの国で、フランスにおけるレミュザの役割を果たした。そしてレッグ（英）とガベレンツ（独）が両国で初めてキリスト教との関係を持たない著名な中国学者になった。
19世紀後半になりシノロジーはその知見をさらに広げていくことになる。アロー戦争後外国人に中国内地の自由旅行が認められ、西洋列強と中国との非対称的関係がさらに質量ともに深化していくと、それまで情報源を漢文の古典典籍や中国沿岸部に点在するヨーロッパ人居留地での見聞に依存していたシノローグたちは、さらに広く深く中国の内部に分け入ったのである。例えば、イギリスのスタイン、フランスのペリオ、ドイツのル・コックによって行われた西域地方の考古学的探検調査は、各国でのシノロジーの発展に大きく貢献した。またシノロジーの対象分野も拡大していった。すなわち、従来からの古典研究や語学に加え、侵略戦争遂行のための兵要地誌作成や、経済進出のための市場・物産の調査、植民地支配のための慣行調査（19世紀末以後の「中国分割」の結果列強各国は中国領土の一部を直接支配下に置くことになり、行政上このような調査も必要となった）もまたシノロジーの名において行われるようになったのである。とはいえ後者のような同時代の中国を対象とする研究は、古典学としてのシノロジーとは区別されるべきであるとする考え方もあり、現状分析としての中国学は、どちらかというと地域研究の一分野としての「中国研究」（チャイニーズ・スタディーズ）とみなされ、次第に古典文化を研究する従来のシノロジーとは異なる分野とみなされるようになった（とはいえ、現在においても「シノロジー」といえば双方を包括する概念とされている）。
20世紀に入ると中国学の講座は徐々にヨーロッパの大学で増加していった。特に第二次世界大戦後、それまで中国学への貢献で大きく後れをとっていたアメリカにおいては、朝鮮戦争以後冷戦の焦点となった中国を研究する国際戦略上の必要から、フェアバンクやラティモアに代表される、社会科学的方法論を駆使した、地域研究としての中国学（中国研究）が大きく進展した。このような、地域研究としての中国学は、現代においては、シンクタンクの活躍を通じて政治的・政策的な影響力を増している。

## 日本の中国学

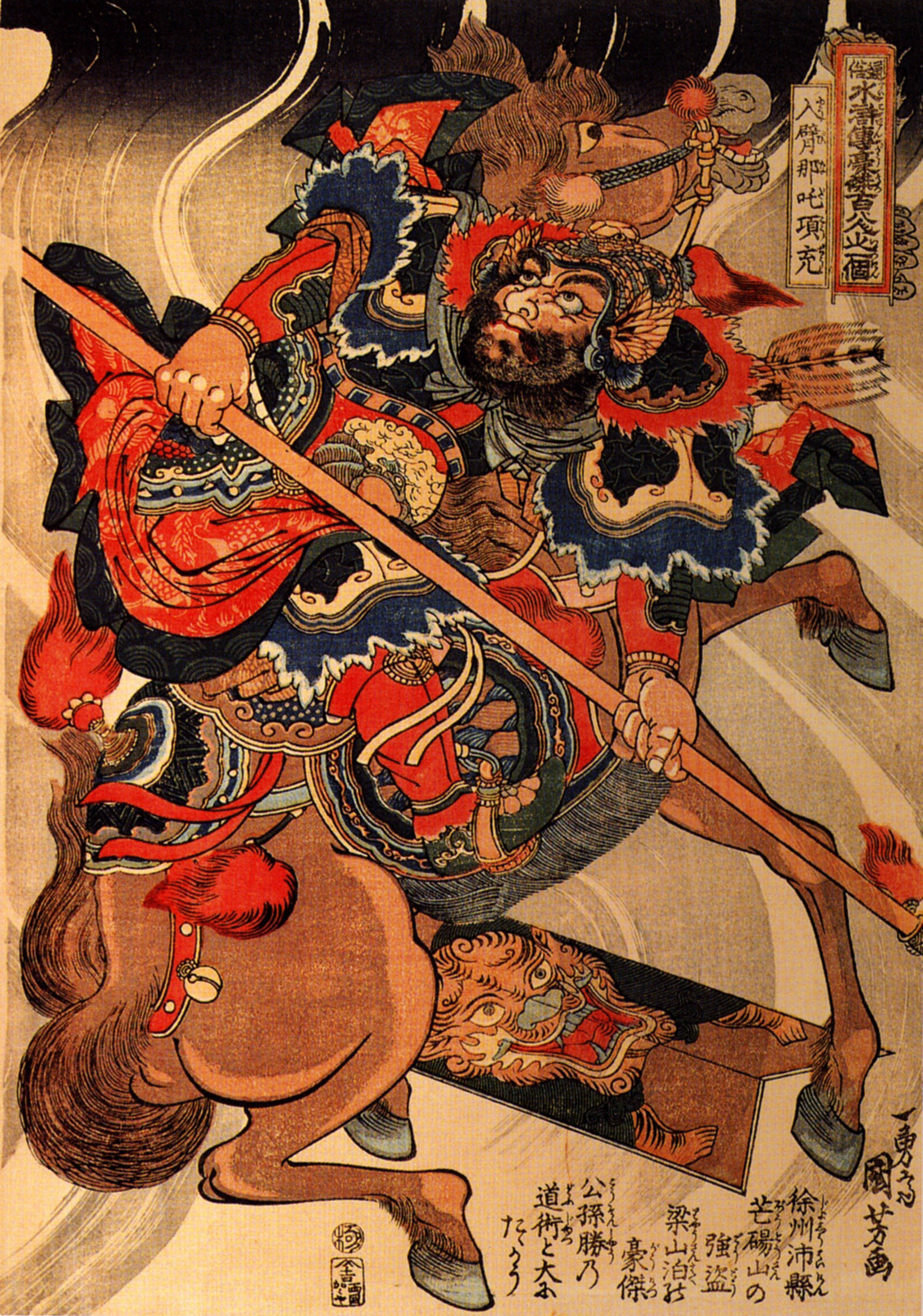
歌川国芳が水滸伝の豪傑を描いた浮世絵版画 / 江戸時代における水滸伝流行の一端がうかがわれる

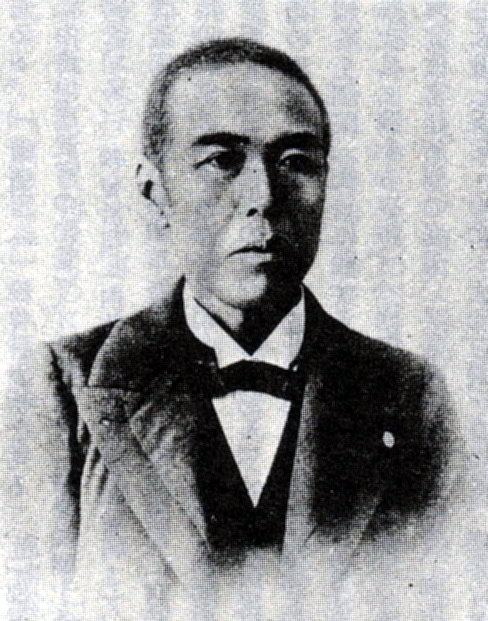
那珂通世 / 東洋史学の命名者。『支那通史』『』の出版を始め、白鳥庫吉ら後世の学者を育成。

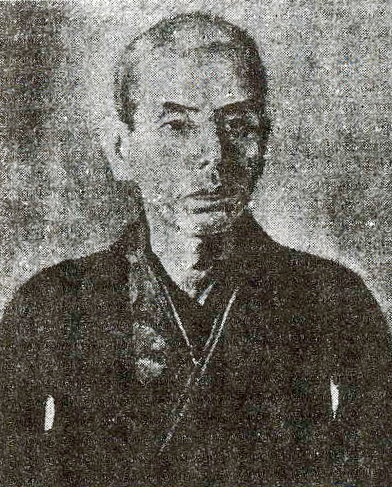
桑原隲蔵 / 清朝考証学の文献批判に西洋のシノロジーの手法を取り入れ新たな「支那学」を興した

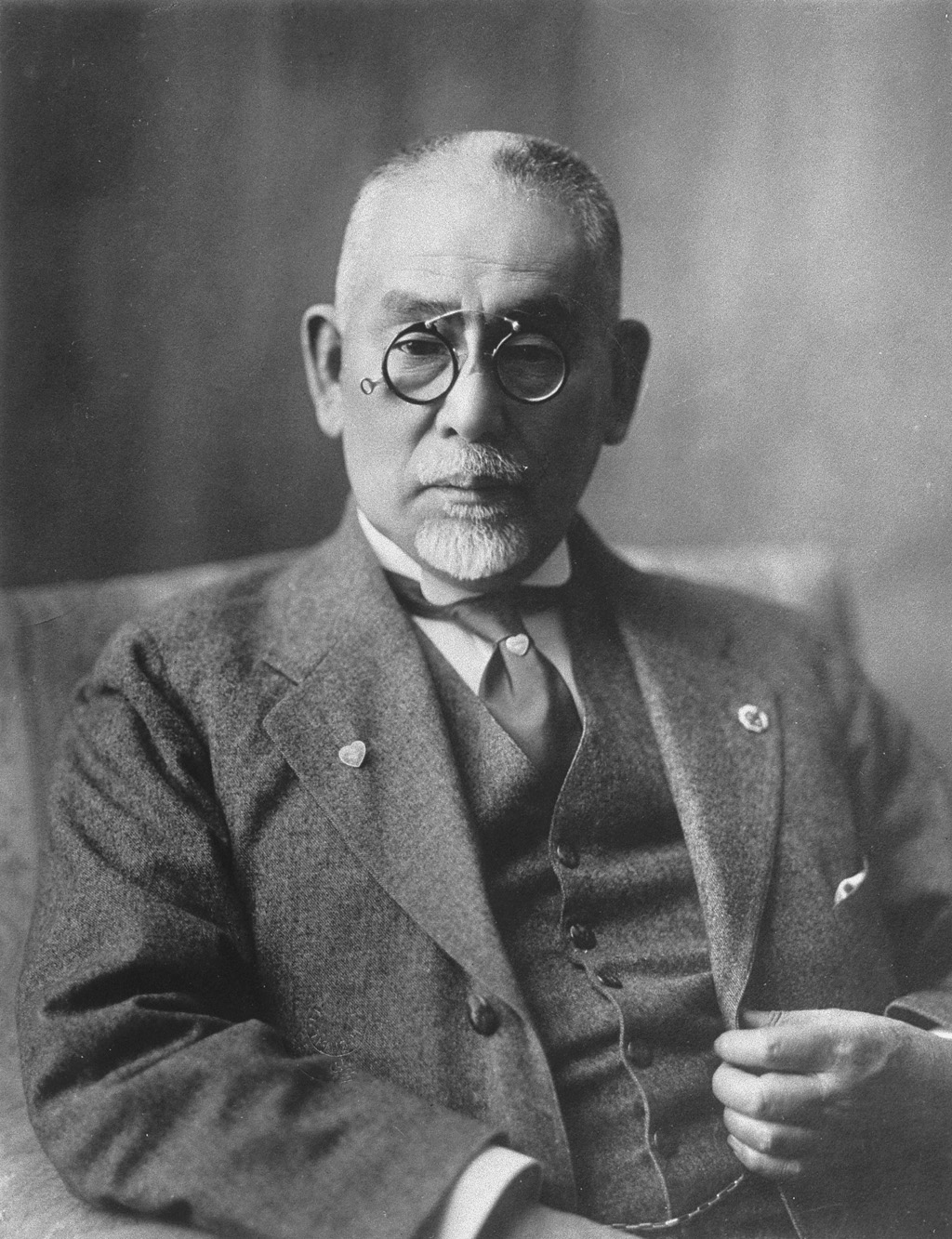
後藤新平 / 「調査の政治家」として知られ、臨時台湾旧慣調査会・満鉄調査部を設置して現状分析的中国研究の基礎を作った

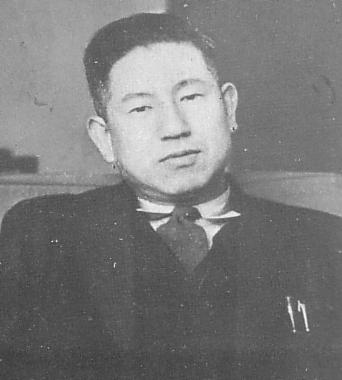
尾崎秀実 / 戦前の代表的中国研究者でゾルゲ事件により刑死

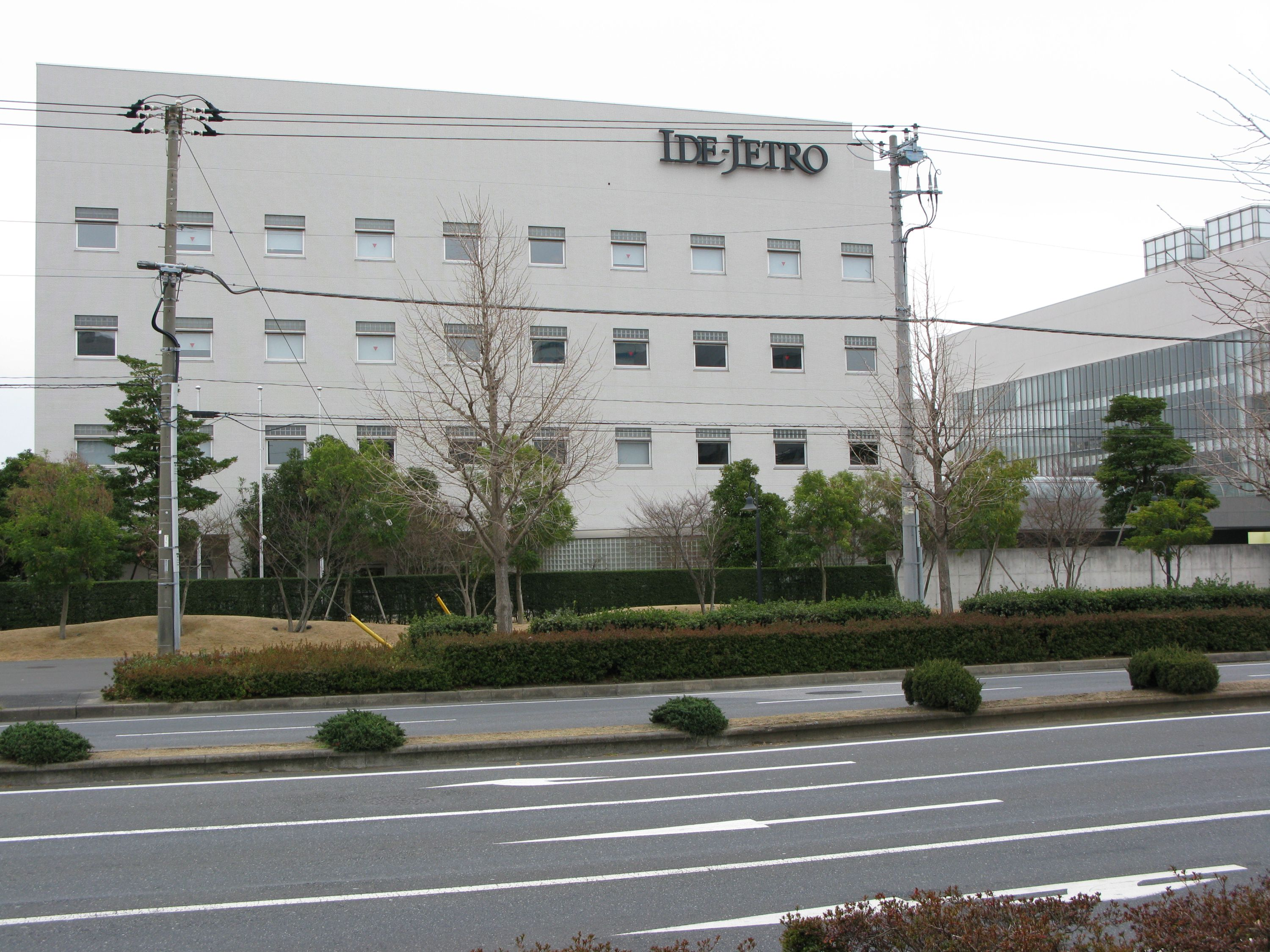
アジア経済研究所 / 日本最大の地域研究機関である

### 前近代の漢学
前近代の日本漢学通史は、町 2017、沖森 2011、倉石 2007、水田 & 頼 1968 等にまとめられている（本項では未参照）。
日本と中国の交流の歴史は長く、それゆえ日本において中国の先進文明・文化（特に漢字・漢文文化や律令などの国家制度）を学びこれを摂取しようとする動きは日中の文化交流が本格化した飛鳥時代の頃（あるいはそれ以前）から始まった。そして儒教（儒学）・仏教を中心とする中国の学問は、古代の貴族政治の時代・中世・近世の武家政治の時代を問わず、政治的・社会的エリートにとって必須の教養であり続けた。このように中国文化を研究・修得しようとする伝統知識人の営為は江戸時代に至って「漢学」として一応の体系化をみた。したがってこの漢学こそが、日本における近代的中国学の直接の源流と見なすことができる。
この時代の漢学は、日本古来の文化・思想を学ぶ国学、科学技術を中心とするヨーロッパの学問を学ぶ蘭学（洋学）とともに当時の学問の三大分野を構成していた。漢学の内容はまず第一に、当時の封建社会を支える道徳思想であった儒学を、とりわけ正統派教学たる朱子学に基づき解釈研究するものであった。しかし時代が下るにつれ、同時代の中国で盛んであった「清朝考証学」と同様、荻生徂徠・伊藤仁斎らの古学に見られるように、儒学思想の歴史的背景である古代中国の社会・文化の実情を、漢文による古典テクストの分析を通じて解明する方向に進んでいった。
また、当時唯一中国との貿易が許されていた長崎において、通訳官であった唐通事を中心に、「唐話」と呼ばれた当代の中国語（文言＝伝統的文章語である漢文とは異なる白話＝口語的文章語としての中国語）の研究も行われていた（しかしこの動きは、徂徠など一部を除けば、訓読法により漢文テキストを読解していた当時の儒学者からは正当に評価されなかった）。このなかで文語文学（漢文学）だけでなく白話文学の『水滸伝』・『今古奇観』などが翻訳紹介され、当時の文芸に多大な影響を与えた。

### 漢学から支那学へ
明治維新後、日本の教育・研究の体系は、近代国家に相応しいものとして洋学を主軸としたものに一新された。江戸幕府の漢学（儒学）教育・研究機関であった昌平坂学問所などを前身に、1877年日本最初の大学として設立された東京大学（その後帝国大学⇒東京帝国大学に改称）では、文科の「第二科」として「和漢文学」が設置（のち1889年に「漢学科」が分離）され、竹添井井（甲申政変時の朝鮮駐在公使）らの漢学者が教授として採用された。これに対し1897年第2の大学として設立された京都帝国大学では、文科に東洋史学・支那哲学・支那文学の3講座を設置、その後東京帝国大学もこの構成にならうに及び、アカデミズムのなかで近代的な中国学が制度化されたのである。この結果、従来中国の思想・歴史・文学を渾然一体のまま学んできた「漢学」という学問は、ヨーロッパ的学問体系にしたがい、文学部（文科）のなかで哲・史・文の3分野に分離された。
明治期には新しい中国学のなかにも漢学的伝統の影響が残り続けた。先述の通り東大においては特に漢学の影響が強く、また漢学者の貢献として林泰輔の甲骨文字研究、簡野道明・諸橋轍次による漢和辞典編纂、一大叢書『漢文大系』（冨山房版）編集への協力があった。しかし帝国大学で育成された白鳥庫吉・服部宇之吉・狩野直喜ら新世代の中国学者たちがドイツ・フランスなどに留学し当時最先端の文献学的シノロジーの方法を吸収して帰国すると、漢学者たちに代わって彼らが研究の主流になっていった。特に新設の京都帝大では、留学中シャヴァンヌと交流を持った狩野直喜が教授に迎えられたこともあって、フランス・シノロジーの強い影響を受けた学風を形成した。この狩野に、ジャーナリスト出身で独自の文化史観を展開した内藤湖南、中国留学により清朝考証学の方法を吸収した桑原隲蔵が加わり「京大支那（シナ）学」と称される一大学派が形成されたのである。
日本における支那学の特徴は、古来より中国と同じ文化圏に属し、さらに漢学の知的蓄積を全面的に継承・利用することが可能であったため、漢文文献の読解・分析に勝れている点が挙げられる。だが新世代の中国学者たちがそうした強みを生かし、また新たに学んだ西洋文献学の手法も取り入れてオリジナルな研究成果を発表するようになるのは、とくに日清・日露戦間期以降のことである（それ以前は那珂通世『支那通史』など概説的・啓蒙的レベルに止まっていた）。この時期日本は中国を含む東アジアへの帝国主義的進出を本格化し、中国に対する社会的関心が高まった。さらに同時期、スタインやペリオなどヨーロッパ人学者による西域の探検調査が行われ、その成果が大々的にアピールされたことは、いわば「お家芸」を自負してきた日本の中国学者たちに危機感を抱かせることになった。この結果、日本独自の業績を発信しようとする動きが起こり、京都帝大の哲・史・文の支那学者は前記の狩野・内藤・桑原らを中心に大同団結し、西洋のシノロジーを強く意識し自らの学問を「支那学」と称した。そして研究団体として「支那学会」を結成、1920年には学会の事実上の機関誌として『支那學』を創刊、1947年まで刊行を続けた。
1924年には三菱財閥が購入した中国関連の欧文書籍コレクション「モリソン文庫」を基に、漢文文献を加えて東洋文庫が設立され、研究機能を併せもつ日本最初の中国学・東洋学の専門図書館となった。昭和時代に入ると、日中共同の東方文化事業（中国からの義和団の乱賠償金を基金に運営）の一環として東方文化学院が1929年に東京・京都に設立され、古典学的な中国学研究を担っていくことになった。東方文化学院はその後廃止されるが、その東京研究所は東京大学東洋文化研究所に吸収、京都研究所は京大に移管され現在の人文科学研究所および漢字情報研究センターの前身となっている。

### 植民地支配と中国研究
明治以後、漢文文献に依拠する古典的中国学がアカデミズムの重要領域とされたのに引き換え、中国の政治・経済・文化などの現状に対する知的関心が低下したこともあって、現状分析的な中国学の発展は遅れた。なお、第二次世界大戦以前の旧制教育機関では、英語・ドイツ語・フランス語と異なり、高等学校 - 帝国大学を主軸とするメインストリームの高等教育においては、現状分析の基礎となる中国語教育が十分には行われなかった（中国語や同時代の中国事情を学ぶ授業が開講されたのは、高等教育では傍系に位置し、ビジネスマンなど実務家の養成を担当する商科大学や高等商業学校、私立の専門学校などである）。初期の現状分析的研究のうち特筆されるべきものとして、興亜会の中国語教育、日清貿易研究所（東亜同文会の前身）の現地調査活動が挙げられるが、これらはアカデミズムの外部にある「アジア主義者」・「大陸浪人」の活動として一段低く評価されていた。
日本において現状分析的な中国研究の組織化・制度化がみられるのは、やはり日本の東アジアへの領土的進出が始まった日清・日露戦間期以降である。その背景として戦争や植民地支配のために多数の中国語通訳を育成する必要が生じ、また中国の現状について正確な情報や分析を提供することが要請されたのである。まず日本最初の海外植民地となった台湾において後藤新平民政長官は行政機構確立に資するため、1901年「臨時台湾旧慣調査会」を設置、法学者の岡松参太郎らを招聘し当地の慣習法や行政制度の包括的調査に当たらせた（その成果は『台湾私法』（1910 - 11年刊）・『清国行政法』（1905 - 13年刊）として刊行）。その後満鉄の初代総裁に就任した後藤は、ここでも「調査の政治家」としての本領を発揮し、再び岡松を招いて1907年調査部を設置して同社の基幹部門の一つとし、鉄道経営や植民地統治のための調査を行わせた。この満鉄調査部はロシア革命の影響もあって、第二次世界大戦以前の、日本最大の中国研究のシンクタンクへと発展し、戦時期から戦後にかけて活躍することになる著名な中国研究者を多数輩出した。
先に述べた商科大学・高等商業学校などの専門学校においても、特に第一次世界大戦後、中国（中華民国）への経済進出が拡大していくにしたがって、現状分析的研究が次第に制度化され、進展していくことになった。その中でもユニークな地位を占めていたのが、東亜同文会により日中交流に当たる人材の育成を目的に1901年上海に設立された東亜同文書院である。この学校は、卒業に際して中国の現地調査旅行と報告書の提出を学生に課すことで中国全土の社会・経済に関する膨大な情報を蓄積した。また現代中国語辞典の編纂プロジェクトを進めたことでも知られているが、このプロジェクトは第二次大戦後、同校の事実上の後身校である愛知大学に継承され1968年『中日大辞典』として刊行された。また1920年代以降、国民革命など新たな中国ナショナリズムが勃興したことを背景に、それまで文化的・歴史的関心に片寄っていたアカデミズムの中国学は（古典学・現状分析を問わず）社会・経済を研究対象とするようになり、これより戦時期に至るまで社会科学的方法による中国学が大きな進展を見せた。同時期マルクス社会科学が日本に導入され一種の知的流行となったこともこの傾向に拍車をかけ、特にソ連などで盛んであったアジア的生産様式論に基づく中国の歴史研究・現状分析が行われるようになった。この新動向は尾崎秀実にみられるように満鉄調査部などにも一定の影響を及ぼし、戦時期の中国ナショナリズムの評価をめぐる「中国統一化論争」などの活発な論争を巻き起こした。
1930年代に入って日中間の戦争が全面化すると、中国社会・経済の研究は大陸進出の国策に沿った研究として重視された。1938年にはアジアに関わる国策調査機関として東亜研究所が新設、翌1939年には満鉄調査部の組織が大幅に拡充された。さらに、占領地の軍政のなかで反日感情の強い現地社会を懐柔する必要から、より包括的な社会調査が求められるようになった。このような事情を背景に、満鉄調査部・東亜研究所の共同で1940年から1944年にかけて「華北農村慣行調査（中国農村慣行調査）」が敢行された。民法学者の末弘厳太郎が指導し、戦後代表的な中国学者・アジア学者となる平野義太郎・仁井田陞・旗田巍などが参加したこの調査は「生きた法慣行を調査する」ことを標榜し、占領下の調査であるという大きな限界を持ちながらも、戦時期での現状分析的中国学にとって最大の成果となった。またこの時期には中国文学研究会（1934年結成）を主宰した竹内好や支那抗戦力調査（1939 - 40年）の中心となった中西功など、現地体験を持つ新世代の中国学者が台頭し、彼らにより旧態依然たる古典学的「支那学」が批判される動きもあった。

### 戦後日本の中国学・中国研究
一部の例外はあるものの、大勢において植民地支配・戦争体制に協力することで発展してきた近代日本の中国学は、1945年の敗戦と日本帝国の解体により大きな打撃を受けた。特に国策研究としてさまざまな援助を受けてきた現状分析的な中国研究は、敗戦後、それまで蓄積してきた資料を占領軍・ソ連軍などにより没収された。また戦後の一時期、それまで深い政治的・経済的関係を持っていた中国との交流を断たれたことから、中国さらに中国研究への社会的関心は低下した。また現状分析的研究と比べ時局的要請との関わりがやや薄かった古典学的「支那学」も一時衰退をよぎなくされ、京大シナ学を中心とする雑誌『支那學』は休刊となり、支那学会も休眠状態に陥った。
このような状態でいち早く活動を始めたのは主として戦時期に満鉄調査部や東亜研究所などのシンクタンクに属していた、左派的・マルクス主義的傾向をもつ研究者たちであった。平野義太郎・中西功・岩村三千夫らは1946年、中国研究所（中研）を設立し、現代中国の研究をおこなった。古典学の方面でも1947年に東方学会、1948年に日本中国学会が設立された。ただし、これらの学会では主として中国の思想・文学を研究する人々が結集しており、一方、中国史の研究者たちは戦前以来の東洋史研究会・歴史学研究会など歴史系学会を拠点として活動し、「世界史」的観点からする「時代区分論争」など活発な議論を戦わせた。1950年代以降、日本とアジア諸国との関係が復活してくると、アジア地域の現状に対する関心も高まり、現代中国研究の団体・機関としては、先述の中研に加え、1951年には中研を母体とする現代中国学会（現、日本現代中国学会）、1953年には戦後導入されたアメリカ流の地域研究の影響を受けアジア政経学会が発足した。そして岸内閣のアジア重視外交を背景に、最大のアジア地域研究機関であるアジア経済研究所が1958年に発足し、この中で中国研究は大きな位置を占めることになった。
戦後日本の中国学の特徴としては、一つには近現代の文化に対する研究が盛んになったことが挙げられる。そのため、それまで研究者が比較的明確に別れていた古典学と現状分析の2領域の境界が次第に不分明になり、両者が協力して研究プロジェクトを進める機会も多くなっている。次いで、中国に社会主義政権が誕生した影響により、マルクス社会科学の影響が強くなった点も特徴である。しかしこのことは特定の政治的価値観に基づく研究が増えるという結果ももたらし、例えば新中国における文化大革命の評価を巡り中国学者・中国研究者たちが二分され不毛な対立を繰り返すというような事態も生んでいる。

## 中国学の専門雑誌

### 日本
- 日本中国学会『日本中国学会報』
- 中国文化学会『中国文化』
- 斯文会『斯文』
- 無窮会『東洋文化』
- 日本現代中国学会『現代中国』
- 中国研究所『中国研究月報』

### 欧米
- Bulletin de l'École française d'Extrême-Orient
- T'oung Pao 通報
- Harvard Journal of Asiatic Studies
- Journal of Asian Studies
- Journal Asiatique
- Late Imperial China
- Monumenta Serica 華裔學志